# Cissampelos hirta
Cissampelos hirta là một loài thực vật có hoa trong họ Biển bức cát. Loài này được Klotzsch mô tả khoa học đầu tiên năm 1861.